# Torre dels Moros (Llagostera)
La torre dels Moros és un jaciment arqueològic al veïnat de Panedes de Llagostera (Gironès), inclòs a l'Inventari del Patrimoni Arqueològic i Paleontològic de Catalunya.
Tot i el seu nom, són les restes d'unes termes tardoromanes que van servir fins a l'alta edat mitjana. Feien part d'una vil·la romana encara no identificada.
L'any 2003 s'hi va realitzar una primera intervenció arqueològica. Els treballs consistiren en la neteja del sotabosc i del nivell superficial què descobrí una construcció quadrangular de 35 metres quadrats, ben delimitada per murs de pedres lligades amb morter de calç i subdividida en tres àmbits. El 2005 es van recuperar alguns fragments de materials ceràmics situats en època tardoromana i baixmedieval. Els murs de l'estructura estan elaborats per fileres regulars de pedres sense desbastar, de mida mitjana i lligades amb morter de calç.
El 2009, l'ajuntament va efectuar treballs per tal de preservar les restes i fer-les visitables, que van consistir bàsicament en la consolidació de les estructures existents, respectant al màxim els materials originals i el seu sistema constructiu.